# Gnophos turatii
Gnophos turatii är en fjärilsart som beskrevs av Eugen Wehrli 1953. Gnophos turatii ingår i släktet Gnophos och familjen mätare. Inga underarter finns listade i Catalogue of Life.